# Judith Masters
Judith Masters (* 1955 in East London (Südafrika); † 2./3. Oktober 2022 in Hogsback) war eine südafrikanische Expertin auf dem Gebiet der Stammesgeschichte der Primaten und pensionierte Professorin für Zoologie der University of Fort Hare in der Provinz Ostkap von Südafrika. Zu ihren Arbeitsgebieten gehörte insbesondere die Erforschung der Besiedelung von Madagaskar durch Lemuren, eine Gruppe der Feuchtnasenprimaten, und deren Evolution. Gemeinsam mit ihrem Lebensgefährten und Kollegen, dem französischen Biologen Fabien Génin, wurde sie in der Nacht vom 2. zum 3. Oktober 2022 in ihrem Haus in Hogsback (Provinz Ostkap) während eines Raubüberfalls ermordet.

## Leben
Judith Masters stammte aus der Provinz Ostkap und studierte ab 1974 Biologie an der Universität von Natal in Durban (Südafrika). Nach dem Bachelor-Abschluss im Jahr 1976 wechselte sie an die Witwatersrand-Universität, dort erwarb sie 1985 den Doktor-Grad in der Arbeitsgruppe des Evolutionsbiologen Hugh Edward Haldane Paterson (1926–2019). Auf Patersons Einfluss geht u. a. zurück, dass Masters sich bereits während ihrer Zeit an der Witwatersrand-Universität mit der Artbildung bei Galagos befasste.
Nach der Verleihung des Doktor-Grades in den Fachgebieten Ökologie und Evolutionsbiologie wurde ihr ein zweijähriges Postdoc-Stipendium zugesprochen, dank dessen sie an der Harvard University bei Stephen Jay Gould und Richard Lewontin mitarbeiten durfte und zugleich an der Stony Brook University lehrte. Die Zusammenarbeit mit dem Apartheids-Gegner Stephen Jay Gould hatte u. a. zur Folge, dass Judith Masters 1986 Erstautorin eines Aufrufs in der Fachzeitschrift Nature war, in dem sie dafür plädierte, südafrikanische Wissenschaftler wegen der südafrikanischen Apartheidspolitik nicht pauschal international zu boykottieren, sondern sie für Fachtagungen und Publikationen zuzulassen, sofern sie schriftlich erklären, dass sie „kein akademisches oder soziales System unterstützen, das auf Ungleichheit oder Diskriminierung beruht“ und dass sie Wissenschaft als eine kooperative Tätigkeit wertschätzen, „die nicht durch künstliche Schranken der Rasse, des Geschlechts oder der Religion“ geteilt werden darf: „Auf diese Weise werden sie sozusagen gezwungen, Farbe zu bekennen, anstatt auf die Ausrede zurückgreifen zu können, dass der Rest der Welt die Apartheid mit einem ebenso diskriminierenden System bekämpft.“
1989 kehrte sie nach Südafrika zurück und bezog mit ihrem damaligen Ehemann ein kleines Labor an der Witwatersrand-Universität. In einem Nachruf in der Fachzeitschrift Evolutionary Anthropology wurde diese Rückkehr aus den USA so beschrieben: „Sie fand sich in einem schmuddeligen Kellerlabor wieder, in dem sie und ihr kurz vor der Abschiebung stehender englischer Ehemann regelmäßig mit Ruß aus dem Krematorium nebenan beschmiert wurden.“ Erst 1998 hatten sich die politischen Verhältnisse in Südafrika so weit verändert, dass ihr der Appell aus dem Jahr 1986 nicht mehr übelgenommen wurde. Von 1998 bis 2007 arbeitete sie als stellvertretende Direktorin am KwaZulu-Natal Museum und hatte einen Lehrauftrag an der Universität von KwaZulu-Natal. Von 2007 bis zur Pensionierung im Jahr 2021 war sie Professorin für Zoologie an der University of Fort Hare. Gemeinsam mit ihrem Partner Fabien Génin, den sie seit 2008 kannte, gehörte sie zu den Gründern der African Primate Initiative forEcology and Speciation (APIES), deren Ziel es ist, die Vielfalt und die Evolution der nichtmenschlichen Primaten in Afrika südlich der Sahara und in Madagaskar zu erforschen und zu erhalten. In einem Nachruf der American Association of Physical Anthropologists hieß es, dass Masters 40 Jahre lang – seit Anfang der 1980er-Jahre – zunächst die Biologie und die Evolution der Feuchtnasenprimaten im südlichen Afrika erforschte und sich schließlich bis unmittelbar vor ihrem Tod die überkommenen Hypothesen zu deren Besiedelung von Madagaskar überprüfte und teilweise durch ökologische Modellrechnungen widerlegte. Hierfür analysierte sie die Meeresströmungen, bezog geologische Prozesse ein und betrachtete die körperliche Eignung der Primaten für langanhaltendes Schwimmen. 2021 fasste sie mit Fabien Génin ihre Erkenntnisse im Journal of Biogeography dahingehend zusammen, dass die Besiedelung der Insel am wahrscheinlichsten über drei kurzlebige Landbrücken vor 66–60, 36–30 und 12–5 Millionen Jahre erfolgte.
Im Alter von 66 Jahren, ein Jahr nach ihrer Pensionierung, wurde Judith Masters gemeinsam mit ihrem Lebensgefährten Fabien Génin (1971–2022) nachts von Einbrechern in ihrem Haus an Händen und Füßen gefesselt und ermordet. Gestohlen wurden ihre Computer. Zwei Monate nach dem Überfall berichtete die südafrikanische Polizei, dass drei Verdächtige im Alter von 23 bis 33 Jahren verhaftet worden seien.

## Ehrungen
Im Gedenken an beide Primatologen richtete die International Primatological Society den Masters and Genin African Primatology Fund ein, der Forschungsgelder für afrikanische Primatologen vergeben soll.

## Schriften (Auswahl)
- Fabien Génin, Paul Pa Mazza […] und Judith C. Masters: Co-evolution assists geographic dispersal: the case of Madagascar. In: Biological Journal of the Linnean Society. Band 137, Nr. 2, 2022, S. 163–182, doi:10.1093/biolinnean/blac090.
- Judith C. Masters und Fabien Génin: There's no evolution without coevolution: Dialectics and dualism drive diversity. In: Theoretivcal Biology Forum. Band 1–2, 2020, S. 71–74, doi:10.19272/202011402009.
- Judith Masters und Simon K. Bearder: Thick-tailed Greater Galago – Otolemur crassicaudatus. The IUCN Red List of Threatened Species 2019. e.T15643A17963699. doi:10.2305/IUCN.UK.2019-3.RLTS.T15643A17963699.en.
- Judith C. Masters, Fabien Génin et al.: A new genus for the eastern dwarf galagos (Primates: Galagidae). In: Zoological Journal of the Linnean Society. Band 181, Nr. 1, 2017, S. 229–241, doi:10.1093/zoolinnean/zlw028.
- Judith Masters, Marco Gamba und Fabien Génin (Hrsg.): Leaping Ahead. Advances in Prosimian Biology. Springer Science+Business Media, New York 2013, ISBN 978-1-4614-4510-4.
- Judith Masters, Barry G. Lovegrove und Maarten J. de Wit: Eyes wide shut: Can hypometabolism really explain the primate colonization of Madagascar? In: Journal of Biogeography. Band 34, Nr. 1, 2007, S. 21–37, doi:10.1111/j.1365-2699.2006.01569.x.
- Jacek Stankiewicz, Christian Thiart, Judith C. Masters und Maarten J. de Wit: Did lemurs have sweepstake tickets? An exploration of Simpson's model for the colonization of Madagascar by mammals. In: Journal of Biogeography. Band 33, Nr. 2, 2006, S. 221–235, doi:10.1111/j.1365-2699.2005.01381.x.
- Judith Masters: Speciation in the greater galagos (Prosimii: Galaginae): Review and synthesis. In: Biological Journal of the Linnean Society. Band 34, Nr. 2, 1988, S. 149–174, doi:10.1111/j.1095-8312.1988.tb01954.x.

## Belege
1. ↑  Ian Tattersall und Massimiliano Delpero: Remembering an original primatologist: Judith Masters. In: Nature. Band 611, 2022, S. 33, doi:10.1038/d41586-022-03518-6.
2. ↑   Curswan A. Andrews, Sébastien Couette, Massimiliano Delpero, Luca Pozzi und Trudy Turner: In memory of Judith Masters and Fabien Génin. In: American Journal of Biological Anthropology. Band 180, Nr. 1, 2023, S. 1–5, doi:10.1002/ajpa.24668.
3. ↑  Judith Masters, Neil Caithness und Richard Rayner: New idea on South Africa. In: Nature. Band 320, 1986, S. 480, doi:10.1038/320480a0.
4. ↑  Massimiliano Delpero und Ian Tattersall: Judith Masters 1955–2022 and Fabien Génin 1971–2022. In: Evolutionary Anthropology. Band 32, Nr. 1, 2023, S. 2–4, doi:10.1002/evan.21968.
5. ↑  Judith C. Masters, Fabien Génin, Yurui Zhang et al.: Biogeographic mechanisms involved in the colonization of Madagascar by African vertebrates: Rifting, rafting and runways. In: Journal of Biogeography. Band 48, Nr. 3, 2021, S. 492–510, doi: 10.1111/jbi.14032.
6. ↑  Police launch manhunt after academic and partner are found murdered. Auf: citizen.co.za vom 5. Oktober 2022.
7. ↑  Three arrested for double murder in Hogsback. Auf: algoafm.co.za vom 1. Dezember 2022.
8. ↑  Creation of new fund in memory of Judith Masters and Fabien Genin to promote primatology by African nationals. Website der International Primatological Society, abgerufen am 21. Juni 2023.

| Personendaten    | Personendaten                        |
| ---------------- | ------------------------------------ |
| NAME             | Masters, Judith                      |
| ALTERNATIVNAMEN  | Judith C. Masters                    |
| KURZBESCHREIBUNG | südafrikanische Primatologin         |
| GEBURTSDATUM     | 1955                                 |
| GEBURTSORT       | East London (Südafrika)              |
| STERBEDATUM      | 2. Oktober 2022 oder 3. Oktober 2022 |
| STERBEORT        | Hogsback (Südafrika)                 |